# Sanda Marin
Sanda Marin (n. decembrie 1900, Iași, România – d. 1961, București, România) este pseudonimul scriitoarei Cecilia Maria Zapan (născută Simionescu), autoarea volumului Carte de bucate, una dintre cele mai larg publicate rețetare românești.

## Date personale și viața
Cecilia Maria Simionescu a venit pe lume într-o familie din elita intelectualității Iașului. Tatăl ei, Ion Th. Simionescu, a fost un reputat naturalist, paleontolog și geograf, devenit profesor universitar la nici 30 de ani. Cecilia s-a bucurat de cea mai aleasă educație. Stăpânea la perfecțiune germana, franceza și engleza, a studiat pianul la Paris și apoi în țară cu faimoasa Florica Musicescu, profesoara lui Dinu Lipatti și a lui Dan Grigore. A crescut într-o casă vizitată de spirite luminate ale vremii: cărturari, scriitori, muzicieni, actori, pictori. Căsătorită cu Mihai Zapan, doctor în chimie, Cecilia Maria și-a transformat căminul într-o oază de bucurie pentru prietenii pe care îi încânta exclusiv cu creații gastronomice proprii. Cânta la pian și vorbea multe limbi străine.
La începutul anilor 1930, nemulțumită de cărțile de bucate existente pe piață, Cecilia Maria Zapan s-a hotărât să demonstreze cu forțe proprii că și gătitul poate fi o artă. Nefiind prea sigură de succesul cărții, și-a ales un pseudonim care urma să devină un termen de primă referință pentru gurmanzi: Sanda Marin. Este de menționat că tatăl său, profesorul Ion Simionescu, era directorul Editurii „Cartea Românescă”, din București, unde a fost publicată Cartea de bucate. Nu a avut urmași direcți.
Este înmormântată la Cimitirul Bellu Ortodox.

## Carte de bucate
Cartea de bucate a Sandei Marin a apărut în 1936 în editura Cartea Românească, cu motto-ul:
"Când mâncarea e gustoasă
Fericirea stă la masă."
și cu o prefață de Păstorel Teodoreanu:
„Cartea Românească este prima casă de editură care și-a permis luxul de a mă prezenta publicului românesc. Menținându-se, în ce mă privește, pe aceeași linie paradoxală, vechea și vrednica instituție crede că a sosit momentul să inversăm rolurile, făcându-mi deosebita onoare de a mă solicita să o prezint eu pe ea, semnând cuvântul număr pârjoalele și să-i bârfesc cumva cartofii… Când o mare editură, cum e Cartea Românească, se hotărăște să scoată la iveală o carte de bucate înseamnă: primo, că a descoperit o lucrare bună și secundo, că și-a înțeles deplin rostul ei pe lume, fiindcă o bună carte de bucate e o nouă treaptă de marmură în suișul spre civilizație! Civilizația fără cultură, ca și cultura fără civilizație, pot viețui , dar una fără alta nu înseamnă nimic... Nici Americanul care își plimbă vasta ignoranță în jurul pământului în șapte zile, cinci ore și nouăsprezece secunde, pe cel mai nou biplan, cu unsprezece motoare, calorifer, baie și ascensor, nici Asiaticul care, de mii de ani, își contemplă ombilicul în vermina lui milenară și, după ce mănâncă trei cămile și doi elefanți, se preface în... palmier, nu pot fi modele pentru o țară ca a noastră, care, de abia acum, își gospodărește viitorul. De asta și-a dat bine seama Cartea Românească, iar editarea acestui op e încă o dovadă! De la munte, la Dunăre și mare, România prezintă terenul cel mai variat în pitoresc și avuții, între altele și gastronomicește... Tot soiul de vite și orătănii, vânat, pește, fructe, cu ce ne-a miluit Creatorul acest blagoslovit pământ, unde expresii precum «untul și mierea curgeau pe uliți» nu fac altceva decât să simbolizeze o legendară stare de fapt?! Marea Neagră, cu scrumbiile (care sunt și de Dunăre, dar și de apă sărată...), cu guvizii, stavrizii, barbunii, calcanii, aterinele, midiile și crevetele ei, râurile și lacurile cu raci de toate dimensiunile, de la cel de Căldărușani, cât o caradașcă, până la cel de Brateș, Dorohoi sau Brașov, cât o langustină, cu păstrăvi, lostrițe, cegi, crapi, moruni, nisetri, păstrugi, carași, bibani, șalăi, știuci, lini, porcușori pitici și somni uriași; munții și văile împădurite, în care mișună vânatul cu păr și foiește cel cu pană; viile și livezile cu cele mai minunate varietăți de fructe, de la lămâia Balcicului, până la mura, smeura, căpșuna și fraga Carpatului; turmele și cirezile de pe tot curpinsul țării, fără să mai socotim grâul și păpușoiul în veșnică abundență, ar putea îndestula un continent întreg... Când ai zarzavat, până la crustaceu. Excelentă, de asemeni, mi s-a părut ideea de a complecta numeroasele rețete practice (se vede imediat că sunt verificate!) cu o colecție de menu-uri pe sezoane. Alegerea menu-ului e, pentru multe căsnicii, unul dintre cele mai penibile momente ale zilei, neîntrecut, poate, decât de acela al îngurgitării lui... - Ce mâncăm astăzi? în cartea doamnei Marin veți găsi zilnic răspunsul. El poate fi modificat, desigur, dar gospodina nu se mai găsește în fața neantului. Ce-ul și Cum-ul sunt rezolvate - și cu, dar și fără sos! Îmi aduc aminte cum, odată, mulțumită ignoranței celor mai mulți în prepararea vânatului (y compris vânătorii...), am mâncat două zile în șir fazani, sub toate formele. Mă găseam la aperitiv, într-un mic oraș de provincie, cu un prieten la care eram găzduit. Un nou-venit se adresă unui vecin: - Bine că te-am găsit, Nicule! Jenică mi-a trimis șase fazani, dar bucătăreasa mea e proastă, iar nevasta cultă, așa că nu știe nici una cum să-i gătească... M-am gândit atunci să ți-i trimit ție! Cred că au și ajuns. Amicul Nicu îi mulțumi călduros, dar, îndată ce plecă noul venit, se adresă amicului meu: - Uite ce e, dragă Costică, nici la mine nu știe cineva să gătească fazanii! Nu vrei să îi iei tu? Prietenul meu îi pri, invitând la masă pe toți acei care, ca să întrebuințăm o expresie de la jocul de cărți, trecuseră mâna... Sunt convins că, având la îndemână volumul acesta, fazanii vor circula mai puțin și asta e bine! Doamna Sanda Marin, pe care nu am onoarea să o cunosc personal, este, desigur, o foarte bună gospodină. Nu mă îndoiesc că la domnia-sa acasă se mănâncă bine. Asta e, fără îndoială, meritoriu! Sunt sigur că, mulțumită domniei-sale, se va mânca bine, în orice caz mai bine decât înainte, în foarte multe case. Și asta e și mai meritoriu! Pentru aceasta, o rog frumos să primească cele mai călduroase felicitări din partea mea, dar să-mi îngăduie ca, înainte de-a încheia aceste rânduri de prisos (cartea nu are nevoie de recomandare), să-i fac o confidență: urmez, de ceva vreme, un regim alimentar sever, pe care mă, silesc (după puteri) să-l calc cât mai rar. Din cauza domniei-sale, astăzi îl voi călca din nou și nu-mi pare rău… E ora dejunului. De abia am terminat lectura sau, mai bine zis, inspecția imaginară, însă amănunțită, a strălucitei sale bucătării! Cu aburii de friptură în narine și cu nu știu ce ispită de fruct oprit în cerul gurii, nu-i pot ascunde că mă duc direct la restaurant, unde voi comanda tot ce n-am voie să mănânc, începând, până una alta, chiar cu câțiva raci (strict oprit!), ca să-i fac în ciudă medicului. Ba, ceva mai mult, nu mă voi sfii să arozez crustaceul cu un pahar de vin (alb, firește...), nu însă înainte de a-l închina pentru succesul operei și lauda autoarei!”
Aceasta conținea nu mai puțin de 10.000 de rețete culinare cunoscute în bucătăria românească, autohtone și împrumutate sau inspirate din alte tradiții gastronomice. Cartea a reapărut după cel de-al Doilea Război Mondial într-o ediție prescurtată, adaptată la ideologia și la lipsurile alimentare din timpul comunismului, a apărut mai apoi în mai multe ediții. Din motive ideologice au fost înlăturate „rețetele socotite [...] prea opulente, prea cosmopolite sau și una și alta”, de exemplu, salata de icre negre, galantina de curcan, friptura Chateaubriand, bouillabaisse, supa de cești (consommé), sufleul surpriză, cozonacii moldovenești (cu 100 de ouă pentru 5 kilograme de făină). Ulterior a fost tradusă în limbi străine - în engleză, germană etc. Ediția americană „Traditional Romanian Cooking” din 1996 conține 1296 rețete. După căderea comunismului a continuat apariția unor noi ediții.

## Ediții
Edițiile apărute la Editura "Cartea Românească", București:
1. Carte de bucate, Sanda Marin, "ediția I", ianuarie 1936, 437 pagini, 8210
2. Carte de bucate, Sanda Marin, "ediția II revăzută și adăugată", 1936, 443 pagini, 10082-936
3. Carte de bucate, Sanda Marin, "ediția III revăzută și adăugată (mâncări pentru diabetici)", noiembrie 1937, 472 pagini, 14771-937
4. Carte de bucate, Sanda Marin, "ediția IV-a revăzută și mult adăugată", noiembrie 1939, 517 pagini, 29898-939
5. Carte de bucate, Sanda Marin, "ediția V-a revăzută și mult adăugată", 1941, 516 pagini, 36642-940
6. Carte de bucate, Sanda Marin, "ediția VI-a revăzută și adăugată", octombrie 1941, 523 pagini
7. Carte de bucate, Sanda Marin, "ediția VII-a", 1941, 516 pagini
8. Carte de bucate, Sanda Marin, "ediția VIII-a", 1943, 524 pagini, 31184-943
9. Carte de bucate, Sanda Marin, "ediția IX-a", august 1943, 523 pagini, 51184-943
10. Carte de bucate, Sanda Marin, "ediția X",
11. Carte de bucate, Sanda Marin, "ediția XI-a revăzută", 1945, 559 pagini
12. Carte de bucate, Sanda Marin, "ediția XII revăzută", 1945, 559 pagini
13. Carte de bucate, Sanda Marin, "ediția XIII revăzută", 1945, 559 pagini
14. Carte de bucate, Sanda Marin, "ediția XIV", 1946,
15. Carte de bucate, Sanda Marin, "ediția XV revăzută", 1946, 527 pagini
16. Carte de bucate, Sanda Marin, "ediția XVI revăzută", noiembrie 1949, 564 pagini

Edițiile apărute la Editura Tehnică, București:
1. Carte de bucate, Sanda Marin, ediția 1954, editura Tehnică, București, 420 pagini (din 1.300 de rețete, au rămas doar 855).
2. Carte de bucate, Sanda Marin, "ediția a V-a completată și revizuită", 1956, editura Tehnică, București, 403 pagini, 866 rețete
3. Carte de bucate, Sanda Marin, ediția IV, 1959, editura Tehnică, București, 351 pagini
4. Carte de bucate, Sanda Marin, "ediția V completată și revizuită", 1966, editura Tehnică, București, 367 pagini
5. Carte de bucate, Sanda Marin, ediția a VI-a, 1968, editura Tehnică, București, 366 pagini
6. Carte de bucate, Sanda Marin, ediția a VII-a, 1969, editura Tehnică, București,

Alte ediții apărute la alte edituri:
1. Carte de bucate, Sanda Marin, editura Moderna, București, 1991,
2. Carte de bucate, Sanda Marin, editura Orizonturi, București, 1992, 352 pagini, ISBN 973-95583-2-1
3. Carte de bucate, Sanda Marin, editura Orizonturi, București, 1995, 352 pagini, ISBN 973-95583-2-1
4. Carte de bucate, Sanda Marin, editura Orizonturi, București, 1996, 352 pagini, ISBN 973-95583-2-1
5. Sanda Marin's Traditional Romanian Cooking by Alina Deutsch, 1996, 1296 rețete, varianta în engleză.
6. Cartea de bucate a Sandei Marin, editura Lider, 2008
7. Carte de bucate, Sanda Marin, ediție Integrală, editura Humanitas, București, 2009, 490 pagini, ISBN 9789735024147

Oana Bârnă, redactorul cărții de bucate publicate la Humanitas (care de mulți ani îngrijește fiecare ediție a acestui volum, semnat Sanda Marin), remarca:
„Am văzut toate edițiile care s-au publicat din Sanda Marin până acum. Au fost 12 ediții la «Editura Cartea Românească» și 7 ediții la «Editura Tehnică», după anii ’50. Din aceste ediții le-am ales pe cele care mi s-au părut mai interesante, le-am coroborat în așa fel încât, în clipa de față, există peste 1.500 de rețete. Tot uitându-mă la aceste ediții, am văzut ce se întâmplase cu Sanda Marin de-a lungul timpului. Înainte de toate edițiile din â45, se spunea: «Iei o găină grasă, o jumulești de pene…»; în edițiile de după â45 aceeași rețetă, cu același titlu, începea «Iei jumătate de pui…». De vină era penuria de alimente din comunism, ascetismul de atunci. Toate rețetele Sandei Marin fuseseră reduse în cantități, dar nu numai atât. O mulțime de preparate care sunau foarte frumos, exotic la ora aia, fuseseră ori suprimate ori cu numele schimbate, pentru că erau prea cosmopolite. De pildă, sosul olandez devenise sos de unt, sosul franțuzesc era sos de făină cu unt, tortul Napoleon devenise tort marmorat. În decursul vremii, se vede oglindit în Sanda Marin ce s-a întâmplat, din punct de vedere istoric, în societatea românească.“
După moartea ei, în 1961, toate rețetețe au fost editate, actualizate și revizuite de Roda Vișinescu, dietetician, pentru a reflecta condițiile „economice” în schimbare.

## Aprecieri critice
- Andrei Pleșu: „Am crescut sub semnul cărții Sandei Marin. În copilărie, credeam că e un singur cuvânt, „sandamarinul”, care denumește o ustensilă cu care poți găti orice. Mai târziu, când am aflat că este vorba despre o carte scrisă de o doamnă, am răsfoit-o cu voluptate și trebuie să recunosc cinstit că mi-a stârnit apetitul pentru problema feminismului...”